# Cryptodius kelleri
Cryptodius kelleri is een vlokreeftensoort uit de familie van de Odiidae. De wetenschappelijke naam van de soort is voor het eerst geldig gepubliceerd in 1907 door Brliggen als Odius kelleri